# Aloe scabrifolia
Aloe scabrifolia är en grästrädsväxtart som beskrevs av Leonard Eric Newton och John Jacob Lavranos. Aloe scabrifolia ingår i släktet Aloe och familjen grästrädsväxter.
Artens utbredningsområde är Kenya. Inga underarter finns listade i Catalogue of Life.